# Triệu chứng của COVID-19
Triệu chứng của COVID-19 rất khác nhau, từ các triệu chứng nhẹ đến bệnh nặng. Các triệu chứng phổ biến bao gồm nhức đầu, mất khứu giác và vị giác, nghẹt mũi và chảy nước mũi, ho, đau cơ, đau họng, sốt, tiêu chảy và khó thở. Những người cùng nhiễm bệnh có thể có các triệu chứng khác nhau và các triệu chứng của họ có thể thay đổi theo thời gian. Ba cụm triệu chứng phổ biến đã được xác định: một cụm triệu chứng hô hấp với ho, khạc đờm, khó thở và sốt; một loạt triệu chứng cơ xương khớp với đau cơ và đau khớp, nhức đầu và mệt mỏi; một loạt các triệu chứng ở hệ tiêu hóa với đau bụng, nôn mửa và tiêu chảy. Ở những người không bị các chứng bệnh tai, mũi và họng trước đó, việc mất vị giác kết hợp với mất khứu giác được coi là có liên quan đến COVID-19.
Trong số những người có triệu chứng, 81% số người chỉ phát triển các triệu chứng nhẹ đến trung bình (cho đến viêm phổi nhẹ), trong khi 14% phát triển các triệu chứng nghiêm trọng (khó thở, thiếu oxy hoặc hơn 50% ảnh hưởng đến phổi trên hình ảnh) và 5% bệnh nhân có các triệu chứng nghiêm trọng. (suy hô hấp, sốc, hoặc rối loạn chức năng đa nội tạng). Ít nhất một phần ba số người bị nhiễm COVID 19 không phát triển các triệu chứng đáng chú ý tại bất kỳ thời điểm nào. Những người mang mầm bệnh không có triệu chứng này có xu hướng không đi xét nghiệm và có thể làm lây lan mầm bệnh. Những người bị nhiễm bệnh khác sẽ phát triển các triệu chứng sau đó, được gọi là "tiền triệu chứng", hoặc có các triệu chứng rất nhẹ và cũng có thể làm lây lan virus.
Như thường gặp với các bệnh nhiễm trùng, có thời gian ủ bệnh giữa thời điểm một người vừa mới bị nhiễm bệnh và thời điểm xuất hiện của các triệu chứng đầu tiên. Thời gian ủ bệnh trung bình đối với COVID-19 là 4 đến 5 ngày. Hầu hết những người có triệu chứng đều trải qua các triệu chứng này trong vòng từ hai đến bảy ngày sau khi tiếp xúc, và hầu hết tất cả các bệnh nhân sẽ gặp ít nhất một triệu chứng trong vòng 12 ngày.
Hầu hết mọi người đều hồi phục sau giai đoạn cấp tính của bệnh. Tuy nhiên, một số người - quá nửa của một nhóm bệnh nhân trẻ tại nhà sống cô lập - tiếp tục gặp một loạt các hiệu ứng, chẳng hạn như mệt mỏi - nhiều tháng sau khi phục hồi - được đặt tên là COVID kéo dài - và làm hỏng các cơ quan nội tạng. Các nghiên cứu kéo dài nhiều năm đang được tiến hành để điều tra thêm về những ảnh hưởng lâu dài của căn bệnh này.